# Ношко, Эрнё
Эрнё Ношко (венг. Ernő Noskó; род. 26 мая 1945, Ноград, Венгрия) — венгерский футболист, полузащитник.

## Карьера

### Клубная карьера
Во взрослом футболе дебютировал в 1964 году в составе клуба «Уйпешт», за который выступал до 1974 года. За «Уйпешт» он сыграл 16 матчей в Кубке европейских чемпионов и 21 матч в Кубке Ярмарок. В 1967 году клуб дошёл до финала Кубка Митропы. Ношко сыграл 246 матчей за «Уйпешт» и забил четыре гола.
С 1974 по 1978 год выступал за команду «Будафоки». Свою карьеру он завершил в 1982 году в команде «Чиноин».

### Карьера в сборной
В 1969 году дебютировал в официальных матчах в составе национальной сборной Венгрии. Свой первый матч за сборную он сыграл 25 мая 1969 года против сборной Чехословакии. Свой последний матч он провёл 14 ноября 1971 года против сборной Мальты.
Ношко участвовал в летних Олимпийских играх 1968 года, где команда завоевала золотые медали.